# Gian Carlo Stucky
Gian Carlo Stucky (Venezia, 3 novembre 1881 – Venezia, 18 ottobre 1941) è stato un imprenditore e dirigente d'azienda svizzero.

## Biografia
Figlio dell’austriaca Antonietta von Kupferschein e dello svizzero Giovanni Stucky, sposatisi nel 1867, alla morte di quest'ultimo, barbaramente assassinato nel 1910, prese in gestione il mulino di famiglia. Oltre all'industria molitoria di cui fu erede, Stucky allargò i propri interessi ad altri settori.
Nel 1917 fondò la Società Anonima Pila Pilla per la produzione di materiale elettrico, che nel 1924, quando trasferì la sede legale della società da Venezia a Firenze, divenne Superpila. Fu consigliere di amministrazione di altre società, della SADE, della Società Italiana di Costruzioni, del Credito Industriale e della Savinem.
La crisi economica del 1929, la politica autarchica fascista della "battaglia del grano", i cattivi rapporti con gli esponenti fascisti locali e la seconda guerra mondiale, mandarono in crisi il molino. Tutti questi eventi, in aggiunta ai mancati rimborsi per i danni subiti durante la prima guerra mondiale, negatigli in quanto aveva mantenuto la sola cittadinanza svizzera, causarono la rovina finanziaria di Stucky, il quale morì nel 1941 senza che fosse mai stato possibile chiarire se per suicidio o di morte naturale. Fu sepolto nella cappella di famiglia nel cimitero di San Michele a Venezia .